# Disklavier

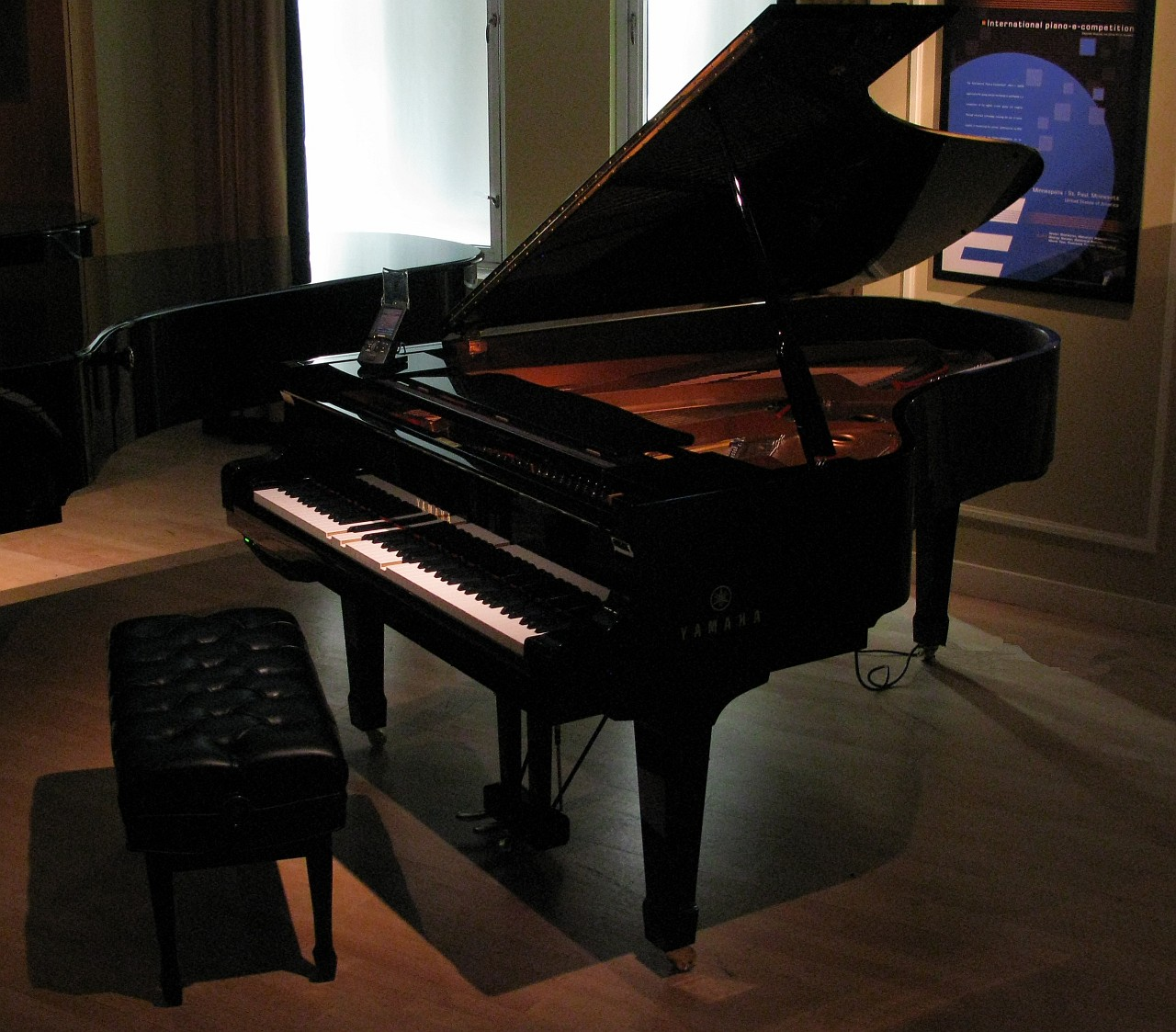
Een Yamaha disklavier-vleugelpiano

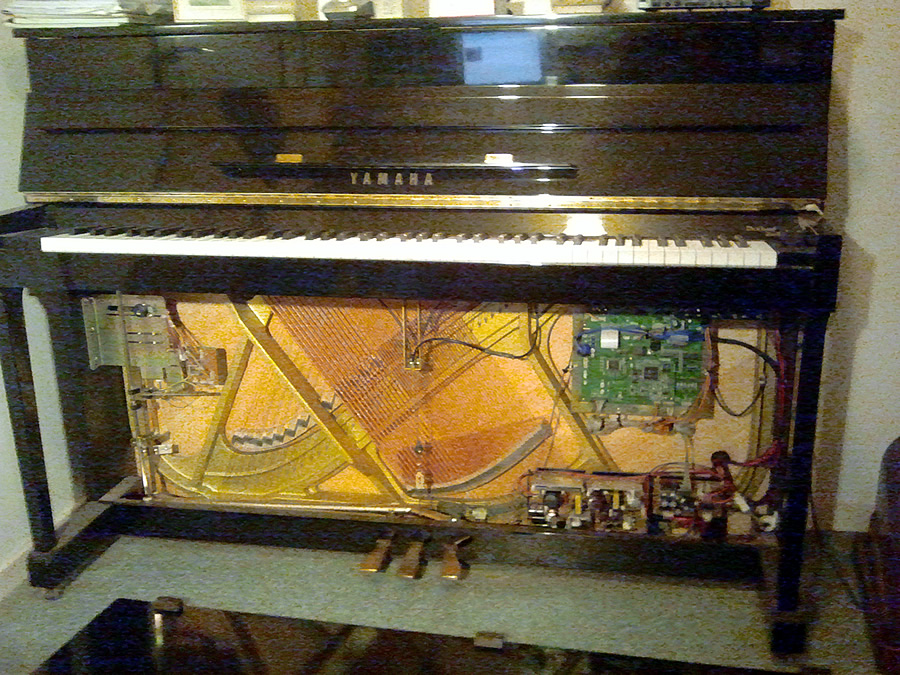
Binnenzijde van een disklavier-piano, waarop te zien is hoe het moederbord met de hardware in de kast is geplaatst

Een disklavier is een akoestische piano of vleugel, die bespeeld kan worden door een pianist, maar daarnaast ook muziek kan afspelen vanaf een MIDI-interface, cd-rom, diskette of harde schijf. Het instrumentsysteem werd door Yamaha in 1987 geïntroduceerd en kan worden gezien als een moderne versie van de pianola. Een disklavier bevat een computer, die met technische voorzieningen (led-sensoren) aan de toetsen en pedalen is gekoppeld en die via MIDI aangestuurd kan worden, en op zijn beurt ook andere MIDI-instrumenten kan aansturen.
Alle disklavierpiano's kunnen bespeeld worden door een pianist, maar ook zonder pianist spelen. Disklavierpiano's kunnen het op de piano gespeelde werk opnemen (niet bij alle types) en nogmaals spelen met exact dezelfde aanslag als de oorspronkelijke opname. Hierbij bewegen bij weergave de toetsen op exact dezelfde wijze. De weergave kan zowel akoestisch (via het hamerklavier) als digitaal (via een MIDI-interface) geschieden.
Het instrument kan extreem ingewikkelde passages virtuoos uitvoeren, die voor een enkele pianist praktisch onspeelbaar zijn. De oorspronkelijk voor pianola geschreven werken van Conlon Nancarrow bestaan inmiddels ook in een voor disklavier bedoeld MIDI-formaat.
De huidige generatie disklavierinstrumenten kunnen met bijna 100% nauwkeurigheid weergeven wat ingespeeld is. Dat maakt het instrument uitermate geschikt voor het piano-onderwijs. Een pianist kan ook zichzelf beluisteren vanuit de zaal omdat de piano reproduceert wat is ingespeeld. Met software en een pc kan inzichtelijk worden hoe men heeft gespeeld. De nauwkeurigheid van de aanslag en zelfs het pedaalgebruik kan tot in details geanalyseerd worden.
In sommige restaurants of hotels wordt een disklavier gebruikt om de gasten pianomuziek te bieden zonder dat men een pianist hoeft in te huren.
Diverse eigentijdse componisten schrijven werken die (in combinatie) met disklavieren gespeeld kunnen of dienen te worden, zoals Chiel Meijerings werk voor saxofoonorkest en disklavieren, en werken van Christina Oorebeek en Luc Houtkamp.
Ook worden dankzij de techniek van het disklavier via het internet e-competities onder pianisten georganiseerd. Met dezelfde techniek kunnen leerlingen met een disklavier op het ene continent pianoles krijgen van een pianoleraar die zich, met zijn disklavier, op een ander continent bevindt.